# Karl-Bröger-Haus

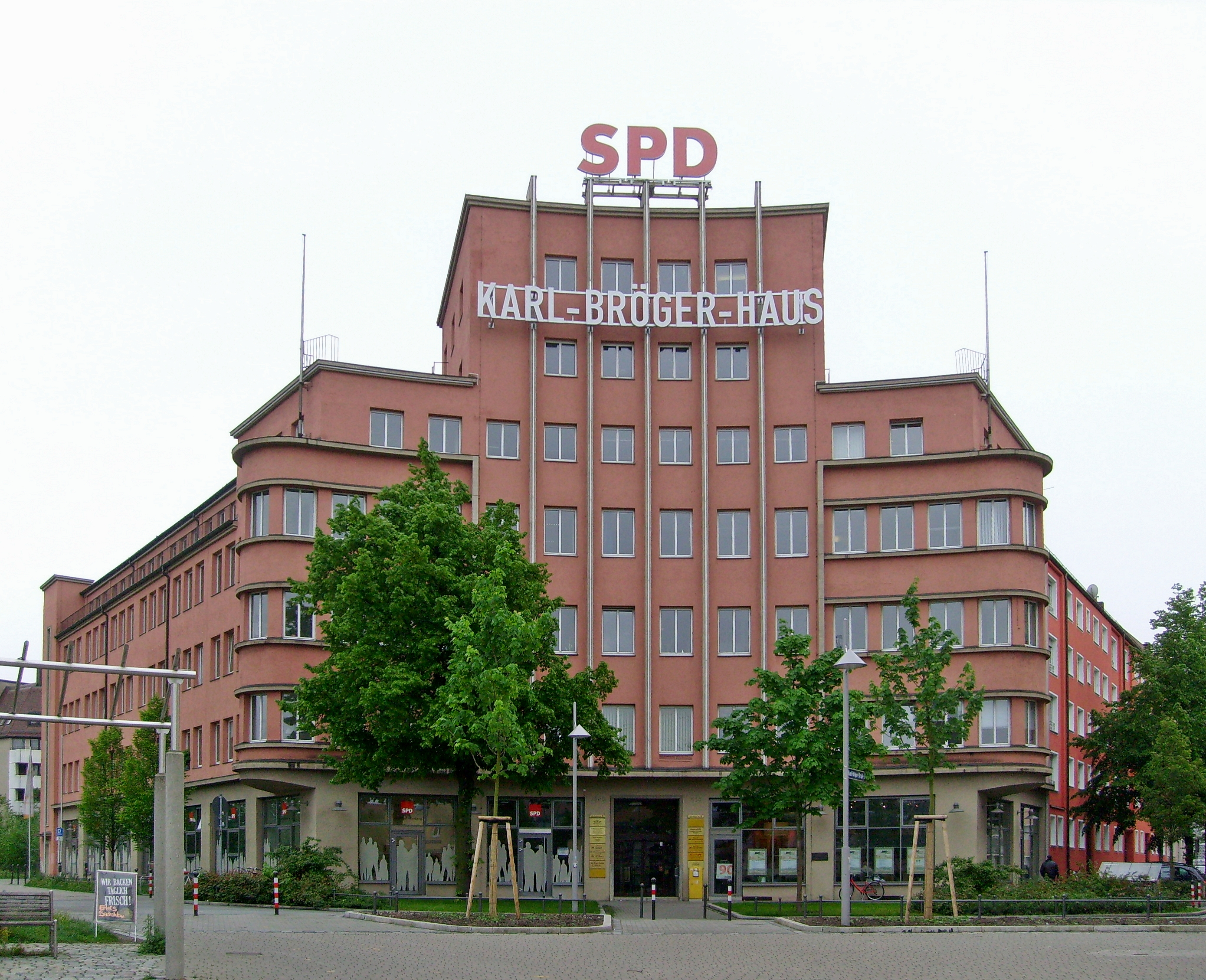
Das Karl-Bröger-Haus aufgenommen vom Willy-Prölß-Platz.

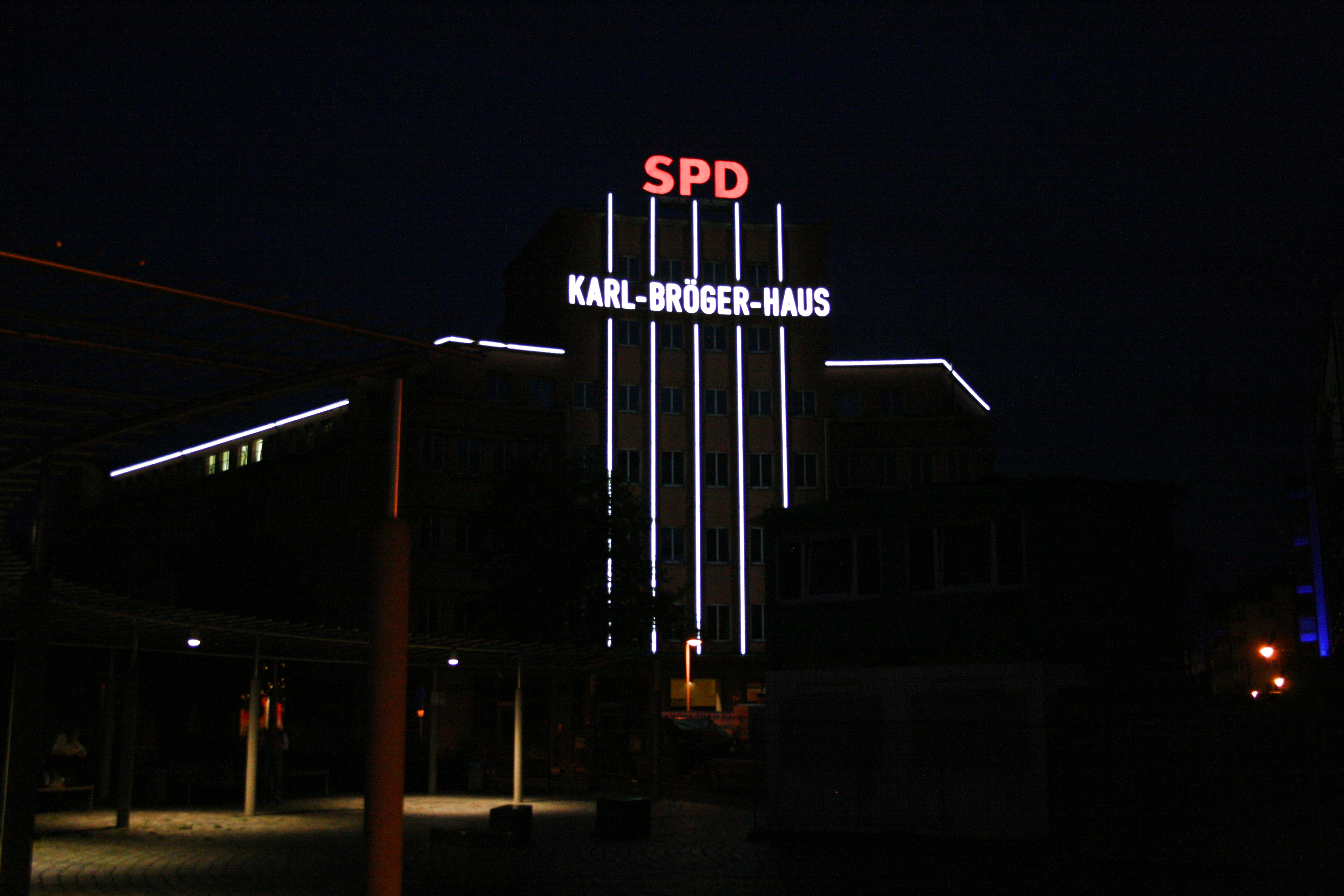
Das Karl-Bröger-Haus bei Nacht mit der 2007/08 wieder angebrachten markanten Außenbeleuchtung.

Das Karl-Bröger-Haus (ehemals Haus der Arbeit) ist ein denkmalgeschütztes Büro- und Geschäftshaus in Nürnberg, das ursprünglich als Verlagsgebäude der Fränkischen Tagespost errichtet wurde und heute als Sitz der Nürnberger SPD dient. Mit seinen sechs Geschossen und 26,5 Metern Höhe gilt es als das erste Hochhaus der Stadt. Der Name des Hauses erinnert an den Arbeiterdichter Karl Bröger (1886–1944).

## Geschichte

### Entwurf
Ende der 1920er Jahre erhielt das Architekturbüro des Nürnberger Stadtratsabgeordneten Hans Müller seitens der Fränkischen Verlagsanstalt und Buchdruckerei GmbH (FVA) den Auftrag zur Errichtung eines neuen Verlagsgebäudes für die sozialdemokratische Tageszeitung Fränkische Tagespost (FT). Der inzwischen ins Büro eingetretene Karl Kröck erhielt hierbei die Möglichkeit ein erstes, repräsentatives Gebäude im Stil der Neuen Sachlichkeit zu entwerfen, das nicht nur als Verlagshaus, sondern auch als Sitz von Gewerkschaften und der politischen Sekretariate der SPD dienen sollte.

### Eröffnung
Im Oktober 1930 erfolgte mit einem dreitägigen Festakt die Eröffnung des zur damaligen Zeit höchsten und modernsten Gebäudes in Nürnberg. Neben dem Verlag und vereinzelten Parteifunktionen bezogen auch Die Falken, der Arbeiter-Samariter-Bund Deutschland, die Arbeiterwohlfahrt, die Arbeitersportbewegung sowie verschiedene Gesangs- und Theatergruppen Räume im damals Haus der Arbeit genannten Bauwerk. Zum Abschluss des ersten offiziellen Eröffnungstages am 11. Oktober wurde die Außenbeleuchtung mit dem ebenfalls beleuchteten Schriftzug FRÄNKISCHE TAGESPOST zwischen dem fünften und sechsten Obergeschoss in Betrieb genommen und der Öffentlichkeit präsentiert. Bereits zwei Tage zuvor konnte ein Kreis ausgewählter Persönlichkeiten, darunter auch einige Journalisten, die Räumlichkeiten besichtigen. Am darauf folgenden Tag, dem 12. Oktober fanden im Phoebus-Palast, dem damals modernsten Kino der Stadt, und anschließend in der Luitpoldhalle die Eröffnungsfeierlichkeiten für die Nürnberger Bevölkerung statt. Anstelle des erkrankten SPD-Parteivorsitzenden Otto Wels hielt der damalige Reichskanzler Hermann Müller eine Rede und würdigte den „gewaltigen, herrlichen Bau [, über den] nur eine Meinung, ein Lob herrschen [kann]“ mit den Worten: „Es ist der zweckmäßigste und schönste Bau, über den die deutsche Arbeiterschaft verfügt.“

### Zeit des Nationalsozialismus
Bereits zwei Jahre und fünf Monate nach der Eröffnung des Baus wurde die Fränkische Tagespost aufgrund der Reichstagsbrandverordnung vom 28. Februar 1933 vorübergehend bis 3. März und ab 9. März 1933 endgültig eingestellt. Unter Führung des fränkischen Gauleiters Julius Streicher stürmten an diesem Tag SA- und SS-Einheiten, durch den heutigen Karl-Bröger-Tunnel kommend, das Gebäude und nahmen die Druckmaschinen wie das Inventar auseinander. Insgesamt vier Tage wüteten die Nationalsozialisten im sogenannten Haus der Arbeit, nahmen anwesende Redakteure fest und verbrannten zum Abschluss Bücher, Zeitungsbände und Schreibmaschinen, die sie zuvor aus dem sechsten Obergeschoss geworfen hatten, anschließend im Hof. Unter den Verhafteten, die zum Teil mehrere Jahre ins Konzentrationslager Dachau kamen, befanden sich unter anderem der langjährige Stadtrat und spätere Verlagschef August Meier, der Arbeiterdichter und heutige Namensgeber des Gebäudes Karl Bröger sowie der Reichstagsabgeordnete Josef Simon. Nach den Zerstörungen ging der Bau zunächst in den Besitz des Freistaat Bayern über und wurde nach dessen Wiederinstandsetzung zwischen 1939 und 1942/43 von Julius Streicher als Verlagsort des Nürnberger NS-Parteiorgans Fränkische Tageszeitung und des vulgärantisemitischen politpornografischen Hetzblattes Der Stürmer genutzt.

### Nachkriegszeit
Die Luftangriffe auf Nürnberg überstand das Gebäude, abgesehen von einem zerstörten Dachstuhl sowie fehlenden Fenstern und Türen weitestgehend unbeschadet. Da in der stark zerstörten Stadt dringend Räumlichkeiten zur Unterbringung von Behörden und Unternehmen gesucht wurden, schritt der Wiederaufbau zügig voran. Neben den bereits zuvor ansässigen Einrichtungen, wie den Falken oder der Arbeiterwohlfahrt, kamen hier auch zwischenzeitlich die Lokalredaktion der Nürnberger Nachrichten, das Landgericht Nürnberg-Fürth, das Landesarbeitsamt sowie das Büro der Spruchkammer zur Entnazifizierung unter. Mit Hilfe der Mieteinnahmen wurde der Bau somit wieder Stück für Stück instand gesetzt und der Seitenflügel 1949/50 um ein viertes Geschoss erweitert. Da die Alliierten Kräfte unabhängigen Zeitungen zunächst den Vorzug gegenüber Parteiblättern gaben und Druckmaschinen fehlten, dauerte es noch bis zum 6. November 1948, bis ein Erscheinen der Fränkischen Tagespost wieder möglich wurde. Der finanzielle Rückstand auf andere Verlage sowie die gesellschaftlichen Umstände, in denen Parteiblätter immer weniger nachgefragt wurden, führten am 30. November 1971 schließlich zur endgültigen Einstellung des Erscheinens der Zeitung.

### Veranstaltungszentrum
Eine Renaissance erlebte das Gebäude ab 1997, als der damalige Vorsitzende der SPD Nürnberg Horst Schmidbauer den Nürnberger Architekten Dieter Fritsch damit beauftragte, das ehemalige Verlagsgebäude in ein Veranstaltungszentrum, das als allgemeiner Ort für Gespräche, Debatten, Austausch und Begegnungen dienen sollte, umzubauen. In den Jahren 2007/08 wurde die zur Zeit des Nationalsozialismus entfernte Außenbeleuchtung wieder nach historischem Vorbild angebracht und der ehemalige Leuchtschriftzug FRÄNKISCHE TAGESPOST mit dem neuen Namen KARL-BRÖGER-HAUS adaptiert. Die Abgeordnetenbüros zogen zeitgleich in die ehemaligen Geschäftsräumlichkeiten im Erdgeschoss und dienen seither als offener Zugangspunkt. Das Konzept der Veranstaltungsstätte Karl-Bröger-Zentrum wurde mit dem ehemaligen Drucksaal, der nun bis zu 200 Personen Platz bietet, erfolgreich umgesetzt. Heute besuchen pro Jahr zu rund 200 Veranstaltungen ungefähr 16.000 Menschen das Gebäude. Vor dem Eingang wurde außerdem eine Gedenk-Stele mit den Namen der während des Nationalsozialismus verfolgten Sozialdemokraten angebracht.

### Sanierung der Obergeschosse
2021–2022 erfolgte die grundlegende Sanierung der Büroetagen 1 bis 6. Nach Abschluss der Sanierung zogen die Arbeiterwohlfahrt (Kreisverband Nürnberg und Bezirksverband Ober- und Mittelfranken), die Falken, die Landesarbeitsgemeinschaft Entwicklungshilfe Mali sowie eine Kinderarztpraxis ein. Neben der Verwaltung der Fränkischen Verlagsanstalt und Buchdruckerei GmbH (Inhaberin des Gebäudes) ist auch die Karl-Bröger-Gesellschaft dort vertreten.
Die grundlegende Sanierung erfolgte zur Aktualisierung der technischen Ausstattung sowie zur Verbesserung der Barrierefreiheit und der Nutzbarkeit für alle. (Taktiles Leitsystem, Indoor-Navigation, Zwei Sinne Prinzip in den Aufzügen, mindestens eine barrierefreie Sanitäranlage pro Etage, Sonderrettungsmittel wie Evac-Chairs und Rettungsmatten, Defibrillatoren, elektrisch höhenverstellbare Wickeltische, Periodika-Spender …)

### Website „Ein Haus für alle | Karl-Bröger-Haus“
Ebenfalls im Zuge der Sanierung wurde erstmals eine barrierefreie Website für das Karl-Bröger-Haus erstellt. Auf ihr sind Informationen über die Mieter, die Ausstattung, sowie die Besonderheiten des Hauses zusammengefasst. Die Website soll den potentiellen Besuchenden, insbesondere solchen mit Behinderungen, die Orientierung und die Planung des Besuchs erleichtern.

## Architektur

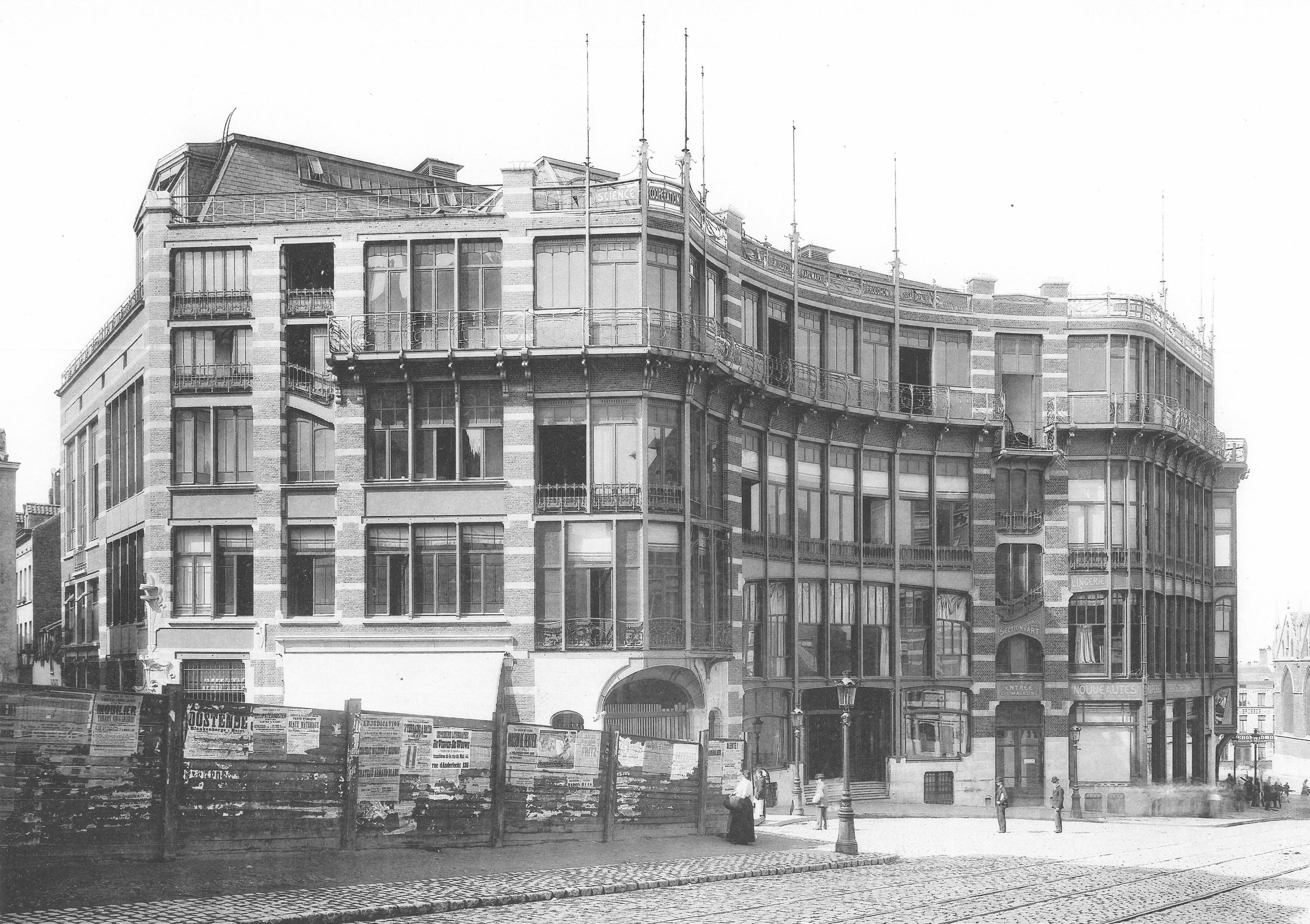
Als formgebendes Vorbild diente die Brüsseler Maison du Peuple von Victor Horta.

Das an den Seiten drei- bzw. vier- und im Mittelteil sechsgeschossige und 26,5 Meter hohe neue Verlagshaus der Fränkischen Tagespost wurde 1929–1930 von den Nürnberger Architekten Hans Müller und Karl Kröck als erstes Hochhaus Nürnbergs errichtet und weist rund 6000 Quadratmeter Nutzfläche auf. Gestalterisch greift es die konkave Form der Zentrale der Belgischen Arbeiterpartei Maison du Peuple von Victor Horta in Brüssel auf, weist jedoch zeittypisch architektonische Elemente der klassischen Moderne, hierbei insbesondere der Neuen Sachlichkeit auf. Die rötlich gestrichene Putzfassade wird an den seitlichen dreigeschossigen Runderkern horizontal von Gesimsen, wie im Mittelteil vertikal von Lisenen gegliedert. In der Nacht werden die Lisenen zusätzlich durch eine Außenbeleuchtung unterstrichen, die zwischen fünftem und sechstem Obergeschoss durch einen horizontalen Schriftzug unterbrochen ist. Konstruktiv stellt es zudem eines der ersten reinen Stahlskelettbauten Nürnbergs dar und ermöglichte damit eine flexible Nutzung der Räumlichkeiten.
Das Gebäude ist unter der Aktennummer D-5-64-000-944 als Baudenkmal eingetragen.